# Valhek

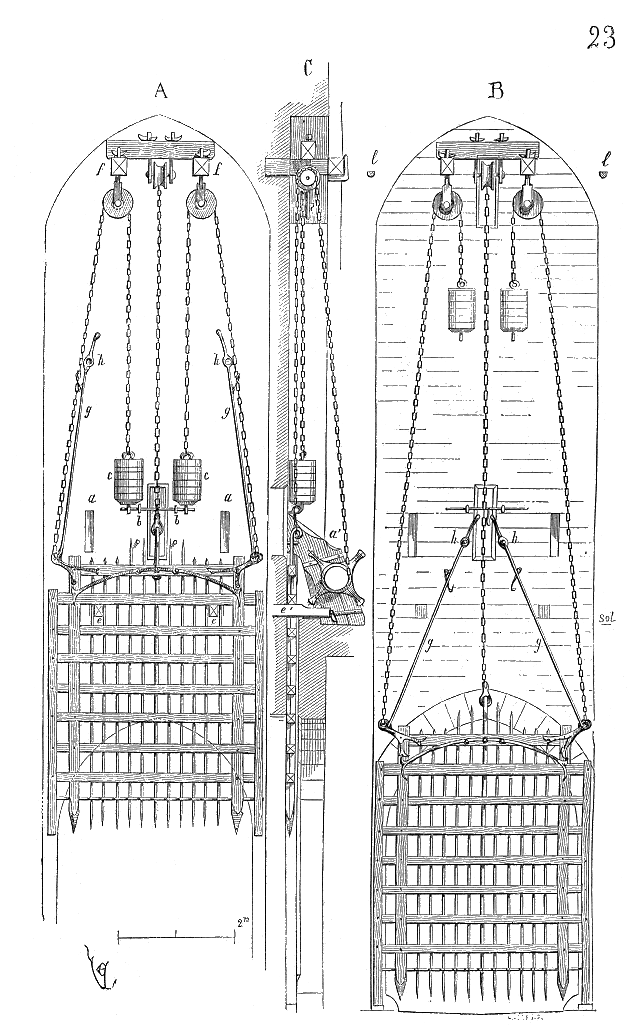
Tegengewichten voor het bewegen van een valhek

Een valhek is een hekwerk dat in de late oudheid en middeleeuwen werd gebruikt ter afsluiting van poorten van stadsmuren en kastelen. Een valhek wordt ook wel egge, reke of orgel genoemd.
Een valhek bestond uit een rasterwerk van hout of ijzer. Houten valhekken waren vaak verstevigd met ijzerbeslag. Het hek werd in verticale gleuven in het poortgebouw bevestigd en kon worden neergelaten of opgehaald met behulp van kettingen of touwen, die om een windas waren bevestigd. In geval van nood kon men het zware hek eenvoudig naar beneden laten vallen, vandaar de naam valhek. Katrollen, lieren en tegengewichten zorgden ervoor dat een valhek effectief kon worden bediend door de verdedigers. Soms bevond zich het mechanisme van het valhek in een orgelhuisje, een houten of stenen aanbouwsel boven de poortdoorgang.
Poorten werden op verschillende manieren verdedigd: vanaf de muren en vanuit torens aan beide zijden van de poort, door valbruggen, ophaalbruggen of verwijderbare bruggen en door poortdeuren. Valhekken fungeerden als laatste verdedigingsmiddel. Vaak werden twee valhekken gebruikt. Door eerst het valhek aan de binnenzijde van de poortdoorgang neer te laten en daarna het valhek aan de buitenzijde, werden aanvallers ingesloten. Vervolgens konden ze door openingen in het plafond worden bestookt.

## Zie ook

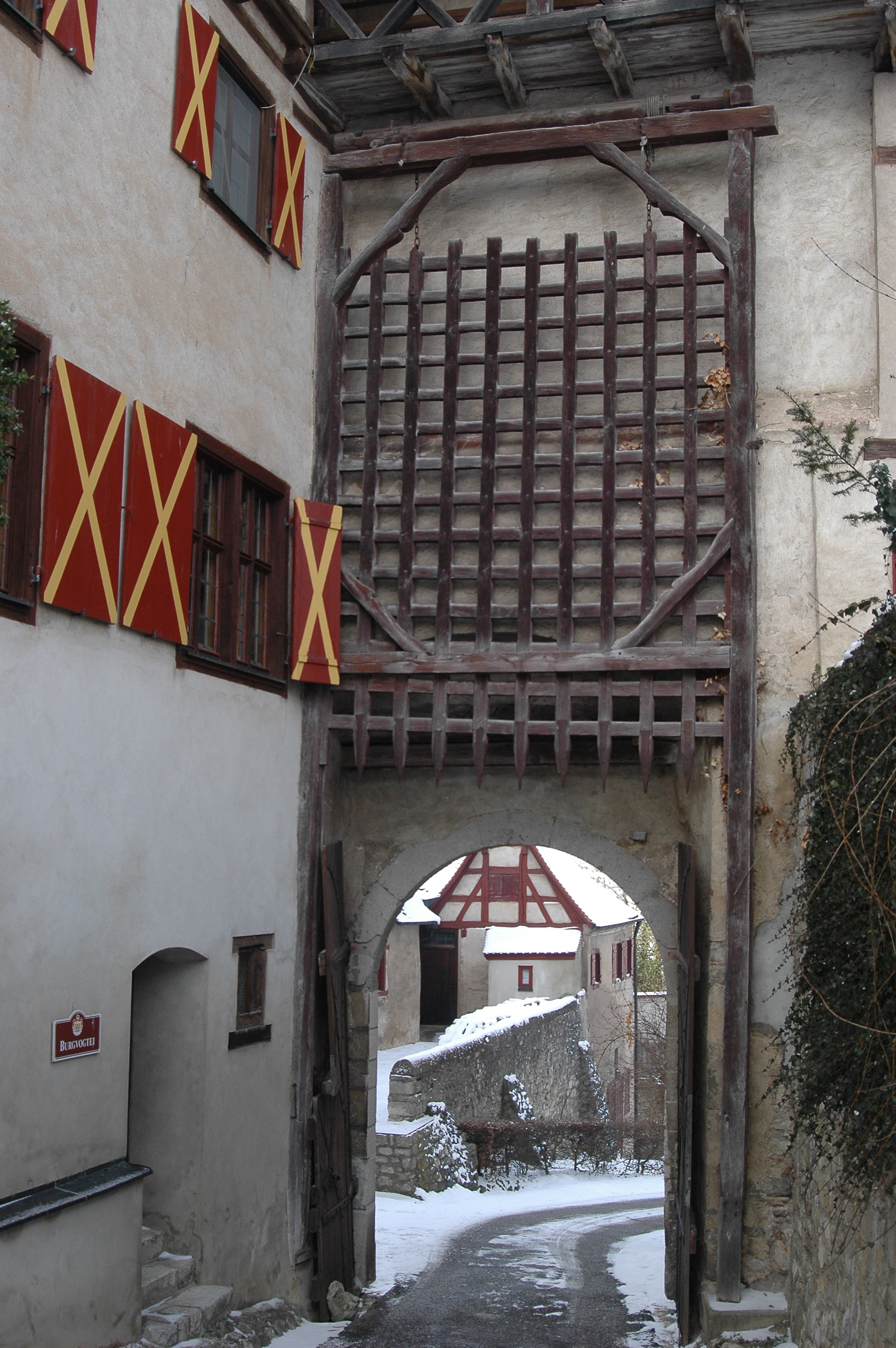
Houten valhek (binnenzijde) van het kasteel van Harburg, Duitsland
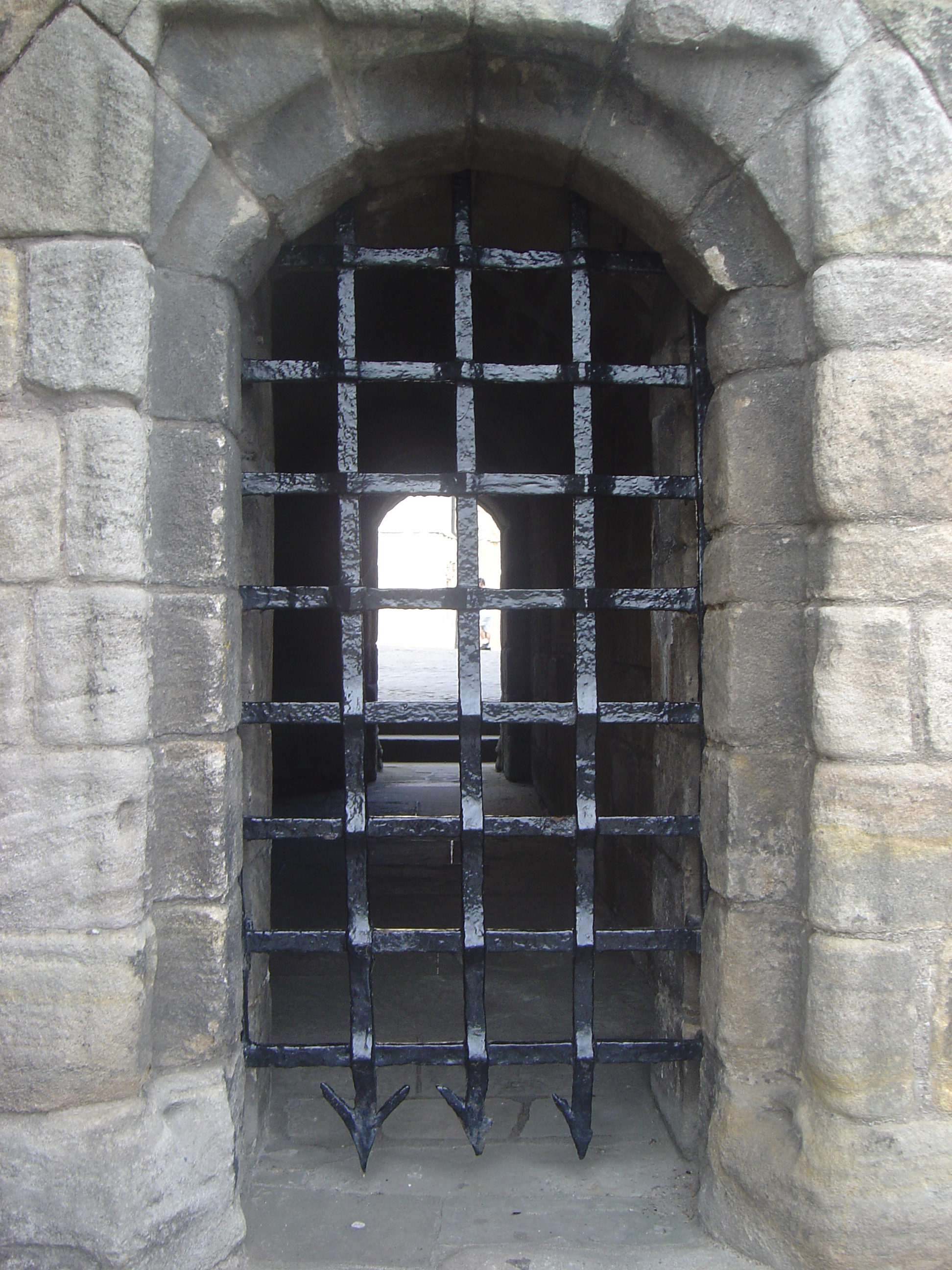
IJzeren valhek van Stirling Castle, Schotland
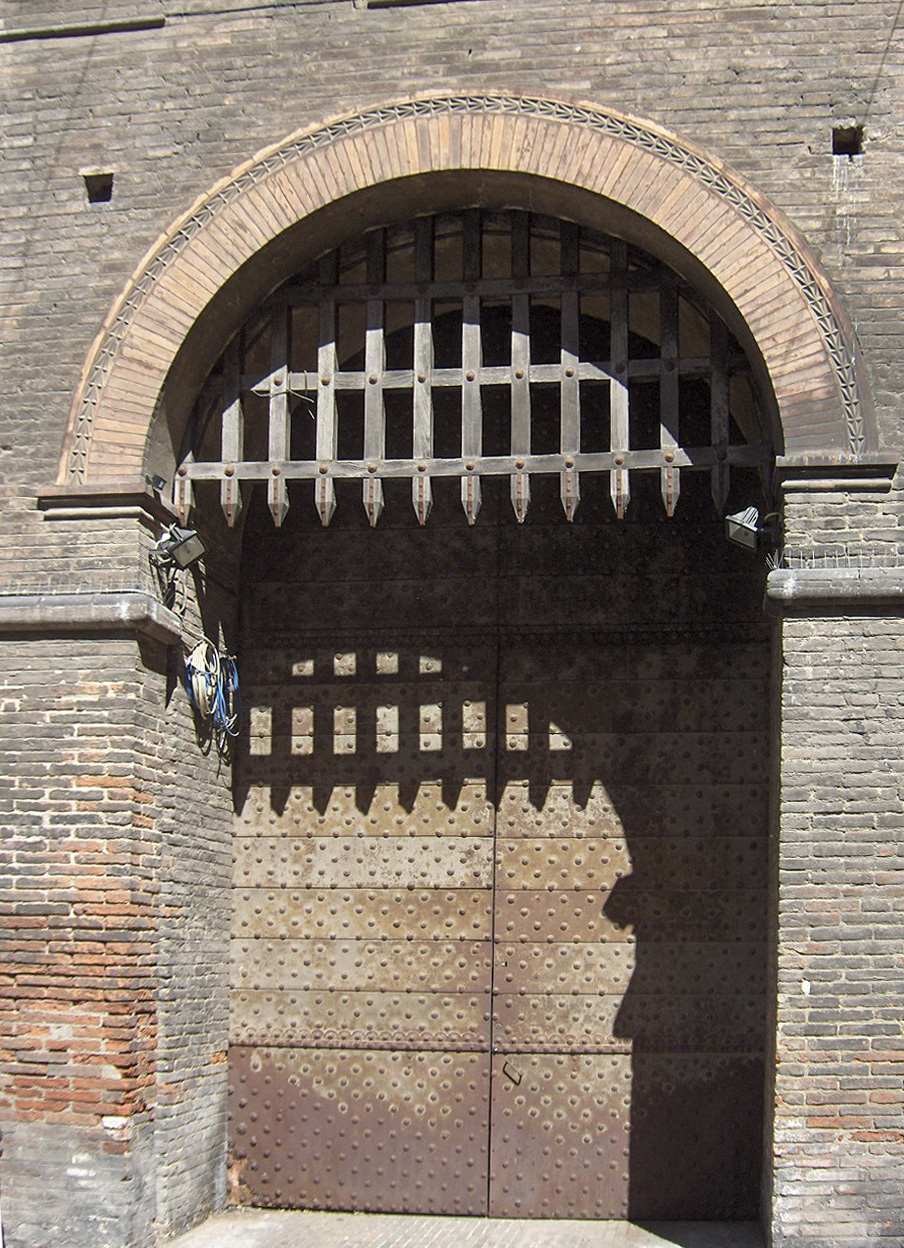
Valhek van Palazzo d'Accursio, het stadhuis van Bologna, Italië
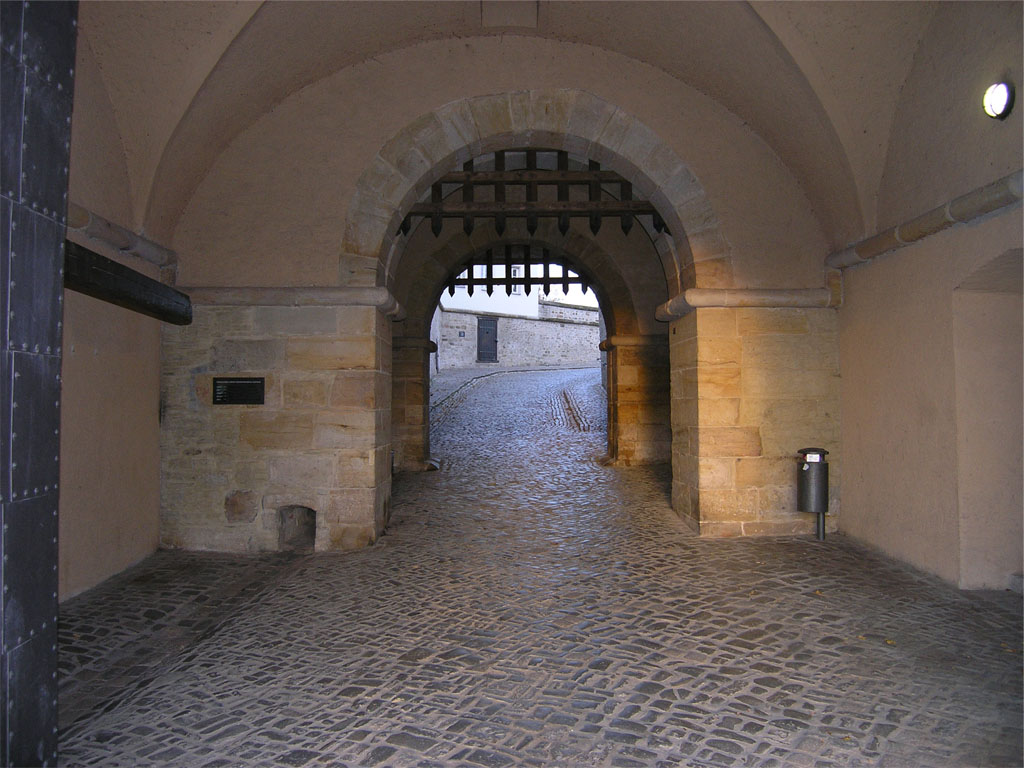
Dubbel valhek van de vesting Petersberg in Erfurt, Duitsland
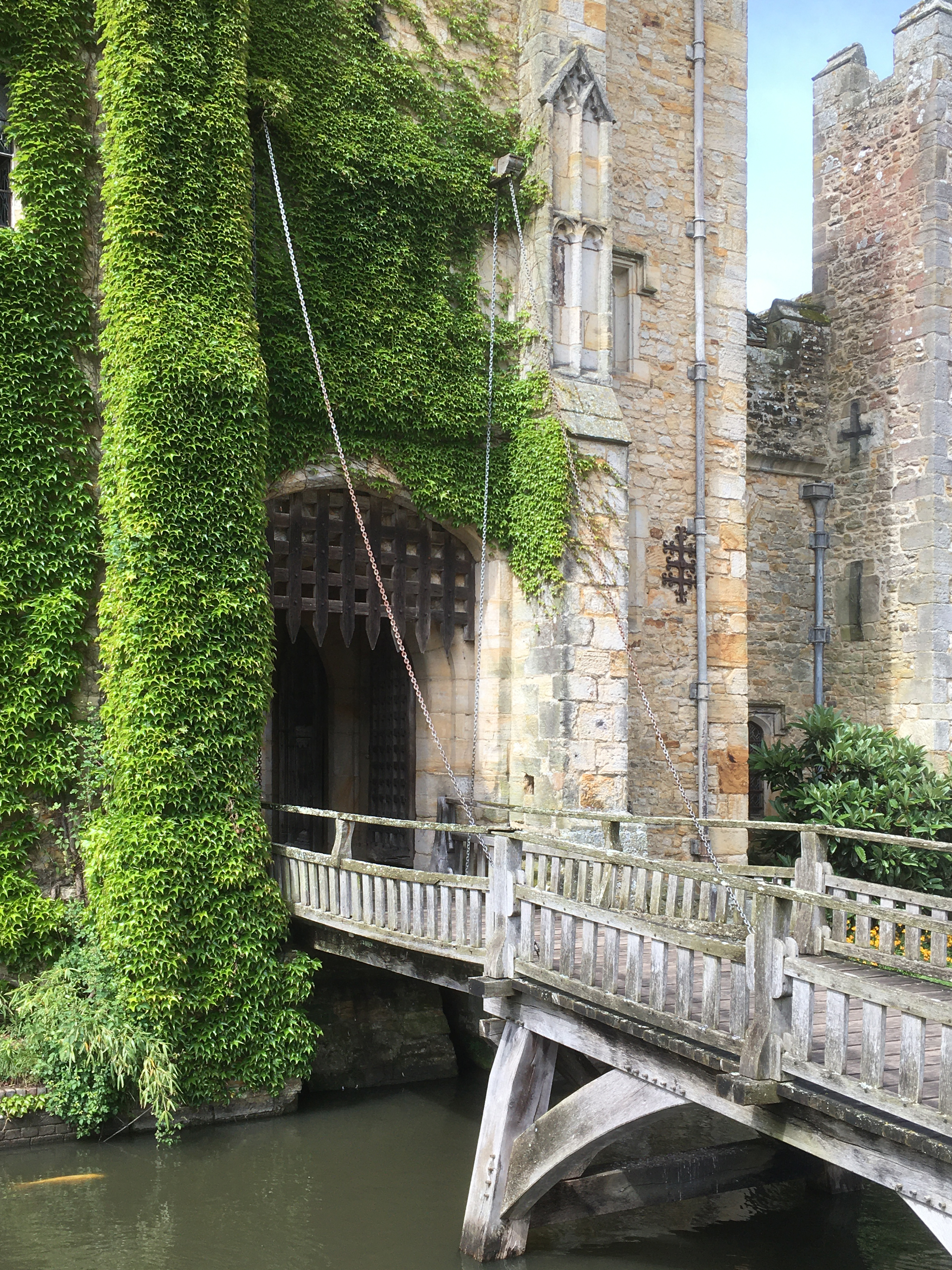
Valbrug en valhek, Hever Castle, Engeland